# روه يون سيو
روه يون سيو (بالكورية: 노윤서)‏ هي ممثلة وعارضة ازياء كورية جنوبية، ولدت يوم 25 يناير 2000 في سول في كوريا الجنوبية. 

## الأعمال

### أفلام
| السنة | العنوان            | الدور       | م.    |
| ----- | ------------------ | ----------- | ----- |
| 2022  | فتاة القرن العشرين | يون دو      | [ 3 ] |
| 2024  | اسمعني: صيفنا      | سيو يو ريوم | [ 4 ] |

### مسلسلات
| السنة | العنوان                  | الدور         | ملاحظة   | م.     |
| ----- | ------------------------ | ------------- | -------- | ------ |
| 2022  | البلوز خاصتنا            | بانغ يونغ-جو  |          | [ 5 ]  |
| 2023  | دورة مكثفة في الرومانسية | نام هاي-يي    |          | [ 6 ]  |
| 2023  | الفارس الأسود            | سيول-اه       | كاميو    | [ 7 ]  |
| 2024  | الحب المجاور             |               | كاميو    | [ 8 ]  |
| 2024  | كصمت الغابة              | جيون هوي-سيون |          | [ 9 ]  |
| 2025  | كلنا موتى                |               | الموسم 2 | [ 10 ] |

## روابط خارجية
- روه يون سيو على موقع IMDb (الإنجليزية)
- روه يون سيو على موقع روتن توميتوز (الإنجليزية)
- روه يون سيو على موقع قاعدة بيانات الفيلم (الإنجليزية)